# Borowkow-Florow I-207
Die Borowkow-Florow I-207 (russisch Боровков-Флоров И-207) war ein sowjetisches Jagdflugzeug, das als einsitziger Doppeldecker konzipiert wurde.

## Entwicklung
Der Entwicklungsbeginn für das Projekt Nr. 7211 war 1935 und der Erstflug erfolgte im Mai 1937 unter Testpilot L. M. Maximow. Das Besondere an diesem Flugzeug bestand in seiner geringen Größe sowie den freitragenden, unverstrebten Tragflächen, was bei einem Doppeldecker ungewöhnlich war. Im März 1938 baute man eine Versuchsserie von vier Maschinen und gab ihnen die Bezeichnung I-207 (Istrebitel = Jagdflugzeug). Die Flugzeuge erhielten verschiedene Motoren, so den M-62 und den M-63 mit und ohne Untersetzungsgetriebe. Ab dem dritten Prototyp gestaltete man das Fahrwerk einziehbar. Das Flugzeug Nr. 4 erhielt eine Dreiblatt-Luftschraube und flog erstmals im Frühjahr 1941.
Da Doppeldecker zu dieser Zeit schon veraltet waren, wurde dieser Typ nicht in Serie gebaut, jedoch wurde er als Erprobungsträger für die Staustrahltriebwerke DM-2 und DM-4 von Igor Merkulow verwendet, die unter den Tragflächen angebracht waren (siehe dazu auch I-153).

## Technische Daten

Dreiseitenansicht

| Kenngröße                 | Daten                                         |
| ------------------------- | --------------------------------------------- |
| Spannweite                | 7,00 m                                        |
| Länge                     | 6,35 m                                        |
| Höhe                      | 2,85 m                                        |
| Flügelfläche              | 18,0 m²                                       |
| Startmasse                | 1850 kg                                       |
| Triebwerk                 | ein M-63 (705 kW (ca. 960 PS))                |
| Höchstgeschwindigkeit     | 428 km/h in Bodennähe 486 km/h in 5300 m Höhe |
| Steigzeit auf 5000 m Höhe | 4,6 min                                       |
| Gipfelhöhe                | 9200 m                                        |
| Reichweite                | 480 km                                        |
| Bewaffnung                | vier 7,62-mm-MG SchKAS (je 550 Schuss)        |